# Robertsonia glomerata
Robertsonia glomerata is een eenoogkreeftjessoort uit de familie van de Miraciidae. De wetenschappelijke naam van de soort is voor het eerst geldig gepubliceerd in 1996 door Fiers.